# أسد الدودة
أسد الدودة (الاسم العلمي: Vermileo) (بالإنجليزية: Wormlion) جنس حشرات من ذوات الجناحين. يرقاتها تندس تحت الرمال وتنتظر فرائسها لكي تقع في فخها، فخها عبارة مخبأ يتكون من حفرة مدورة، عند بلوغ اليرقة تتحول إلى ذبابية زنجفرية كآخر دورة من دورات حياتها. هناك حوالي 11 نوعًا موصوفًا في جنس أسد الدودة.

## الأنواع
- Vermileo ater Stuckenberg, 1965 c g
- Vermileo balearicus Wheeler, 1930 g
- Vermileo comstocki Wheeler, 1918 i c g b (sierra wormlion)
- Vermileo dowi Wheeler, 1931 c g
- Vermileo fascipennis (Williston, 1895) c g
- Vermileo nigriventris Strobl, 1906 c g
- Vermileo niloticus Edwards, 1935 c g
- Vermileo opacus (Coquillett, 1904) i c g b
- Vermileo tibialis (Walker, 1852) c g
- Vermileo vermileo (Linnaeus, 1758) c g
- Vermileo willetti Leon, 1938 c g

Data sources: i = ITIS, c = Catalogue of Life, g = GBIF, b = Bugguide.net

## للاستزادة
- Arnett، Ross H. Jr. (2000). American Insects: A Handbook of the Insects of America North of Mexico (ط. 2nd). CRC Press. ISBN:0-8493-0212-9. مؤرشف من الأصل في 2019-09-14.
- Charles، H. Curran (1934). "The families and genera of North American Diptera". DOI:10.5962/bhl.title.6825. مؤرشف من الأصل في 2022-06-30. {{استشهاد بدورية محكمة}}: الاستشهاد بدورية محكمة يطلب |دورية محكمة= (مساعدة)
- McAlpine، J.F.؛ Petersen، B.V.؛ Shewell، G.E.؛ Teskey، H.J.؛ وآخرون (1987). Manual of Nearctic Diptera. Research Branch Agriculture Canada. ISBN:978-0660121253.